# Michel Brille
Michel Brille est un homme politique français, né le 26 décembre 1895 à Paris 19e et mort le 14 janvier 1973 à Villebois (Ain).

## Biographie
Ancien combattant de la classe 1915, il revient de la Première Guerre mondiale mutilé à 85 %. Ingénieur des travaux publics de l'État et docteur en droit, il est avocat de profession, inscrit au barreau de Paris. Il a été l'un des douze secrétaires du stage en 1933-1934. Il commence sa carrière politique à la Conférence Molé-Tocqueville puis devient orateur du Centre de propagande des républicains nationaux. Il est le secrétaire général du cours d'orateurs de ce Centre lorsqu'il se présente à une élection législative partielle en 1930 à Montdidier, dans la Somme, sans succès, comme candidat de l'Alliance démocratique. Il connaît un deuxième échec aux législatives de 1932 dans la même circonscription. Il devient en 1933 le délégué à la propagande de l'Alliance démocratique, le grand parti du centre-droit libéral et laïc sous la Troisième République, et occupe cette fonction jusqu'à la guerre.  
En 1936, lors des élections législatives qui donnent la victoire au Rassemblement populaire, il est élu député de la Somme et siège au sein du groupe unifié de l'AD, l'Alliance des républicains de gauche et des radicaux indépendants. Il participe à la reconstruction des jeunesses de l'Alliance au sein de la Jeunesse républicaine démocratique française (JRDF) en janvier 1937.
Il cosigne le 6 juillet 1940 la motion présentée par l'ancien radical Gaston Bergery, exigeant un « ordre nouveau, autoritaire, national, social, anticommuniste et antiploutocratique » et affirmant la nécessité d'une entente avec l'Allemagne. Et vote, le 10 juillet, en faveur de la remise des pleins pouvoirs au Maréchal Pétain. Il s'intéresse à la proposition de Marcel Déat, autre cosignataire de la motion Bergery,  de former un parti unique à l'été 1940. Il est l'un des rares hommes politiques de droite qui rejoignent ensuite le Rassemblement national populaire, l'un des deux grands partis collaborationnistes sous l'Occupation, et devient son vice-président en janvier 1943. Comme avocat, il plaide pour le dirigeant de ce parti, Marcel Déat. Il entre enfin en mars 1944 au cabinet de Déat, nommé ministre du travail.
Condamné à mort par contumace à la Libération, il est arrêté en juin 1949. Il est condamné à 5 ans de dégradation nationale le 15 décembre 1949. Il a publié l'année précédente sous un pseudonyme (Servus Juris) une Lettre ouverte à Messieurs les présidents des cours de justice, pour défendre les « épurés ». En juriste, il entend notamment démontrer que le gouvernement du maréchal Pétain est le seul gouvernement de droit de juin 1940 à août 1944.
Il poursuit par la suite son activité au barreau de Paris, devient professeur de droit au Centre national d'enseignement à distance et collabore au quotidien L'Aurore.